# Université Saint-Étienne (Hongrie)
L'Université hongroise des sciences de l'agriculture et de la vie (en hongrois : Magyar Agrár- és Élettudományi Egyetem, MATE), nommée l'Université Saint-Étienne (en hongrois : Szent István Egyetem, /sɛnt iʃtva:n ɛɟ͡ʝɛtɛm/, SZIE) avant 2021, est une université publique hongroise située à Gödöllő et fondée en 2000. 
Issue de la fusion de l'Université vétérinaire, de l'Université d'agronomie de Gödöllő, de l'Université d'horticulture et d'agroalimentaire, de l'École supérieure de formation de professeurs de Jászberény et de l'École supérieure technique Miklós Ybl, l'université subit plusieurs changements de structures au fil des ans, mais demeure généralement spécialisée en matière de biologie, d'écologie, d'agronomie, d'environnement et d'horticulture.

## Histoire

### Les origines
Fondée en 2000 sous le nom d'Université Saint-Étienne, l'institution est issue de la fusion de l'Université vétérinaire (Állatorvostudományi Egyetem), de l'Université d'agronomie de Gödöllő (Gödöllői Agrártudományi Egyetem), de l'Université d'horticulture et d'agroalimentaire (Kertészeti és Élelmiszeripari Egyetem), de l'École supérieure de formation de professeurs de Jászberény (Jászberényi Tanítóképző Főiskola) et de l'École supérieure technique Miklós Ybl (Ybl Miklós Műszaki Főiskola). 
En 2003, la structure de l'université subit un premier changement important : les trois facultés de Buda de l'université (issues de l'ancienne Université d'horticulture et d'agroalimentaire) quittent son giron et s'adjoignent à l'université Corvinus de Budapest. En 2009, le Collège Tessedik Samuel fusionne avec l'université et sont conséquemment intégrés trois facultés et un institut. 
Finalement en 2016, les trois facultés parties vers l'université Corvinus de Budapest – la Faculté des sciences de l'alimentation, la Faculté d'horticulture et la Faculté d'architecture paysagère et d'urbanisme – fusionnent à nouveau avec l'Université Saint-Étienne.